# 阿方索副牙脂理
阿方索副牙脂鯉（学名：Parodon alfonsoi）為輻鰭魚綱脂鯉目脂鯉亞目下口半脂鯉科的其中一個種，分布於南美洲哥倫比亞Tucuy河流域，體長可達10.3公分，棲息在河川底中層水域，生活習性不明。